# Багоцкий, Сергей Юстинович
Сергей Юстинович Багоцкий (11 августа 1879, Опочка, Псковская губерния — 15 марта 1953) — русский революционер, партийный и государственный деятель, медицинский работник, крупный хозяйственник, учёный. В 1918-1936 годах возглавлял миссию Красного креста РСФСР в Женеве (Швейцария).

## Молодые годы
Родился 11 августа 1879 года в городе Опочке Псковской губернии в семье этнических поляков. Отец был врачом. Учился в Плоцке, а затем в Бельске (Седлецкая губерния). По окончании в 1901 г. Бельской гимназии поступил в Московский университет на медицинский факультет, но не смог окончить его, поскольку увлёкся революционной деятельностью.
Трудовую деятельность начал в 1903 г. учителем в школе в д. Загзы Варавинского уезда Костромской губернии.

## Революционная и партийная деятельность
Был с Лениным в Кракове, вслед за ним переехал в Швейцарию. В то время был практическим помощником Ленина в бытовых и денежных делах. В швейцарской эмиграции жил широко, много тратил.

## Семья
Женат на Регине Эдуардовне Биренбаум. Сын Владимир Багоцкий (22.01.1920-12.11.2012) видный советский учёный-электрохимик, создатель аккумуляторов для космической программы.
Похоронен на Новодевичьем кладбище г. Москвы.